# Peter Helmes
Peter Helmes, né en 1943 à Bad Hönningen, est un politicien et essayiste allemand.

## Biographie

### Parcours étudiant
Après le baccalauréat et apprentissage en entreprise, il entreprend des études du soir en économie et administration des affaires, marketing, organisation et philosophie.

### Parcours politique
En 1959, il rejoint Junge Union et CDU (plus tard aussi la CSU). Entre 1969 et 1996, des postes de direction au sein de la CDU / CSU, dont & # 160; a. en tant que directeur général fédéral de Junge Union, secrétaire général des Jeunes démocrates-chrétiens et conservateurs internationaux, directeur général de l'Association CDU / CSU PME, co-organisateur des voyages annuels Stern à Berlin et des rassemblements de protestation pour le «17e & # 160; Juin "et" 13. & # 160; Août "(Construction du mur) avec jusqu'à 20 000 participants. Rédacteur en chef des magazines mensuels «The Decision» et «Mittelstandsmagazin». Lors des élections du Bundestag de 1980, il était membre du personnel de campagne électorale de Franz Josef Strauss en tant que directeur général fédéral de l '«Action des citoyens démocrates pour Strauss», dont est issue l' «action conservatrice», dont lui et Gerhard Löwenthal, Luděk Pachman, Ludwig Eckes, RA Dr. Ossmann et Joachim Siegerist et qui a été le précurseur des «conservateurs allemands» actuels. De la fin de 1980 à 1986 dans le secteur privé en tant que directeur général d'une société de services avec env. 400 millions de DM de ventes. 
En 2019 il comptait 60 ans d'engagement au sein du parti,.

### Parcours dans l'enseignement
Depuis 1996, Helmes est consultant indépendant pour la politique et les associations. Il enseigne également en permanence en tant que chargé de cours indépendant à l'Association Management Institute de l'Université de Fribourg (CH) depuis 1991. Pour ses « services à l'intégration européenne », il a reçu le « Pour le Mérite Européen » de Gaston Thorn (ancien président de la Commission européenne). Il est l'auteur de nombreux articles et ouvrages sur les thèmes de l'Europe, les syndicats, les entreprises de taille moyenne, médias et il est membre de l'équipe éditoriale du Deutschland-Magazin / Deutsche Konservative Zeitung.

## Publications
- „Genosse M. Schulz – Der rote Raffzahn“, 2017, Kopp Verlag
- „So macht der DGB den Staat kaputt“
- „Macht Kasse Genossen!“
- „Die Abzocker“
- „Fischer ohne Maske“
- „Gesine Schwan – im Netz der roten Spinne“
- „Lafontaine – Rotlicht über Deutschland“
- Deutschland verrecke
- Corona-Hysterie
- Das Theater um Greta und die Klima-Hysterie